# Marco Fabián
Marco Jhonfai Fabián de la Mora (Guadalajara, Jalisco, 21 de julio de 1989) es un futbolista mexicano, juega como mediocampista ofensivo en Ranger's F.C. Andorra de la Primera División de Andorra.

## Trayectoria

### Club Deportivo Guadalajara
Surgió de las fuerzas básicas del Club Deportivo Guadalajara, y el 10 de noviembre de 2007 debuta con el primer equipo en un encuentro frente a Jaguares de Chiapas, esta oportunidad la recibió después de ser uno de los mejores mediocampistas en la Segunda división mexicana, y aunque recibió la oportunidad de jugar pocos minutos demostró una buena técnica y toque de balón, por lo que se convirtió en uno de los prospectos de Chivas para el 2008.
Ante la ausencia de Ramón Morales, el 2 de febrero de 2008 inicia como titular el encuentro frente a Monarcas Morelia, encuentro que terminó 3-1 y donde marcaría su primer gol en Primera división, esto fue al minuto 50 y 6 minutos más tarde saldría de cambio por Javier Hernández Balcázar.
En 2010 llega a la final de la Copa Libertadores de América ante Internacional de Porto Alegre y es autor del primer tanto rojiblanco en el partido de vuelta, pero Chivas acaba perdiendo 3-2 y el conjunto brasileño se queda con el título con un global 5-3.
Demostró su calidad en el partido ante el FC Barcelona del World Football Challenge 2011. Marcó 2 goles, el primero fue desde fuera del área y el segundo de Tijera. El partido acabó 1-4 con victoria para el Chivas.
El día 13 de junio de 2012 se hace oficial que Fabián tendrá el dorsal "10" del club tras la salida de Alberto Medina.

### Club de Fútbol Cruz Azul
El 12 de diciembre de 2013, se hace oficial su salida para llegar como nuevo refuerzo del conjunto de la Máquina del Club de Fútbol Cruz Azul en donde va en calidad de préstamo por un año con opción a compra definitiva. En esta etapa fue nominado al Premio Puskás por un fantástico gol en el minuto 90+ contra Puebla.
Participó en la Copa Mundial de Clubes de la FIFA 2014 donde disputó los 3 encuentros logrando el cuarto lugar del campeonato.

### Club Deportivo Guadalajara (2.ª etapa)
En diciembre de 2014, se oficializó su regreso a Chivas, convirtiéndose como el segundo refuerzo de cara al Clausura 2015, usando el dorsal 33. 
El 21 de febrero anota un gol frente a su exequipo, el Cruz Azul en la remontada de su equipo 2-1. El 17 de mayo en cuartos de final anotaría un triplete ante Atlas en el partido de vuelta y el global sería 4-1.

### Eintracht Fráncfort
El 18 de diciembre de 2015, se hace oficial su traspaso al Eintracht Fráncfort, de la Bundesliga, la transacción estimada, según medios especializados, fue de 4 millones de Dólares que era el valor de su cláusula de rescisión, firmó un contrato por 3 años en venta definitiva. El jueves 24 de diciembre se hizo la presentación oficial y se anunció que Fabián utilizará el número '10' en su nuevo equipo.
Marco Fabián Debutó con la camiseta del Eintracht Fráncfort, de la Bundesliga en un partido amistoso contra el Al-Ahli Football Club de la Liga de los EAU de los Emiratos Árabes Unidos. Dicho partido terminó 5-1 a favor del equipo alemán.
Marco Fabián se estrenó con Eintracht Fráncfort al anotar doblete en el empate 3-3 ante Eintracht Braunschweig, escuadra de la 2. Bundesliga.
Temporada 2015/16
El debut de Marco Fabián en la Bundesliga se dio el 24 de enero de 2016, en un juego contra el VfL Wolfsburgo en la Jornada 18, entró de cambio al iniciar la segunda parte, ya que después de 45 minutos el Eintracht Frankfurt perdía 0-1, en el último minuto Fabián generó le jugada que derivó en un gol de Alexander Meier dándole la victoria de 3-2 al Eintracht Frankfurt.

### Al-Sadd Sports Club
El 3 de febrero de 2020 se anuncia que su incorporación al Al-Sadd Sports Club de Xavi Hernández.

### Fútbol Club Juárez
El 11 de agosto de 2020 se anunció en medio de un comunicado su incorporación al FC Juárez.

### Mazatlán FC
En enero de 2022 fue anunciado como nuevo jugador del Mazatlán Fútbol Club de la Liga MX con un contrato inicial de seis meses, en julio del mismo año fue renovado por un año tras haber tenido un desempeño aceptable en el cuadro sinaloense.Luego de casi un año, el 30 de abril de 2023 el club anunció la salida del futbolista como parte de un proceso de renovación del club.

### UE Santa Coloma
Luego de varios meses de inactividad el 27 de septiembre de 2023 el club Unió Esportiva Santa Coloma de la Primera División de Andorra anunció la incorporación de Marco Fabián a su plantilla.

## Selección nacional

### Sub-22
Fue llamado a la selección sub-22 para la Copa América 2011 pero fue suspendido por indisciplina.

### Sub-23
Estuvo en el Preolímpico de la Concacaf rumbo a Londres 2012 quedando como campeón y máximo goleador además participó en el Torneo Esperanzas de Toulon 2012 quedando nuevamente como campeón y máximo goleador del torneo. En julio de 2012 fue incluido en la lista de 18 jugadores que representaron a México en el Torneo de Fútbol Masculino de los Juegos Olímpicos de Londres 2012 la cual ganó, el 11 de agosto la medalla de oro.

### Proceso Olímpico

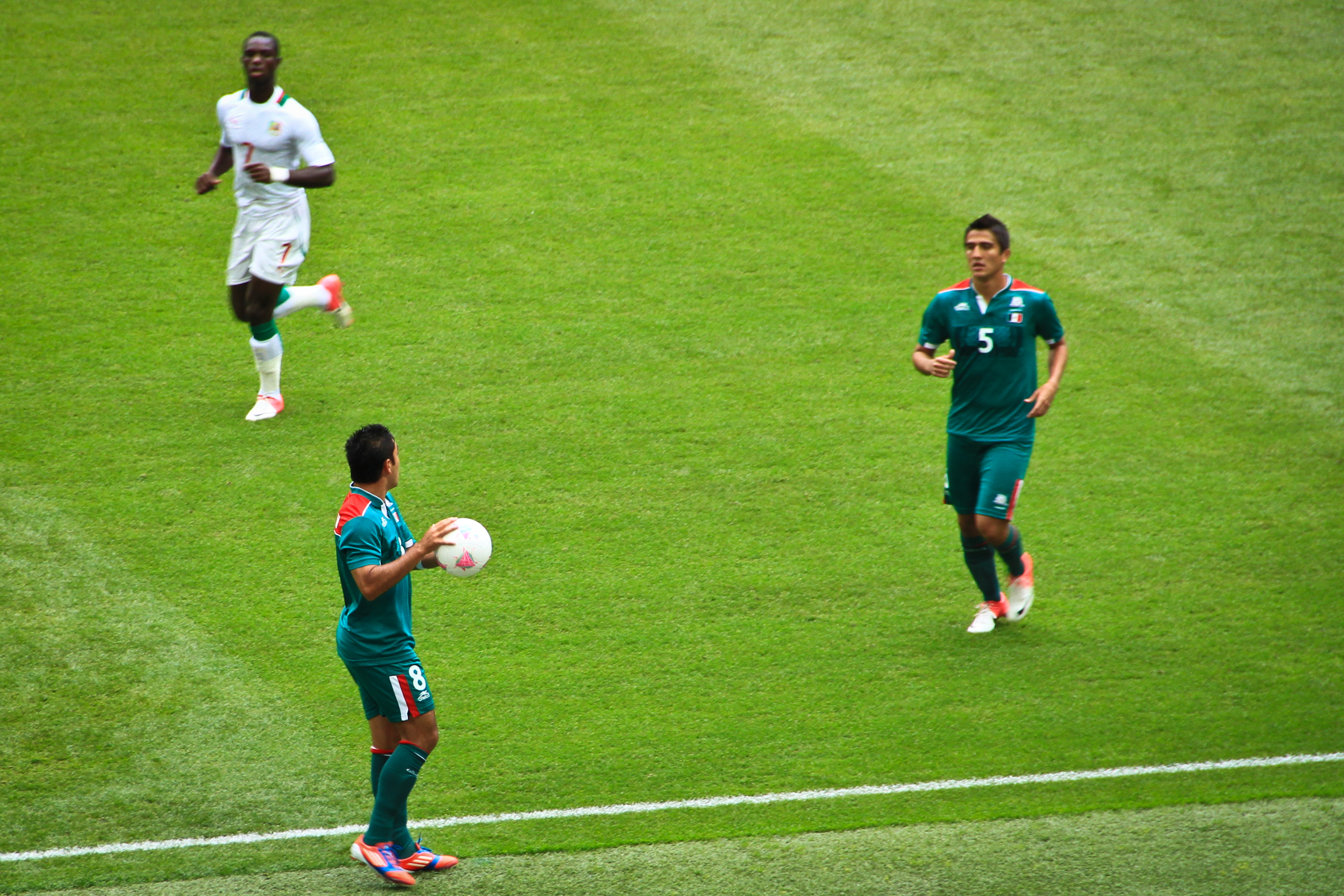
Marco Fábian en un partido durante Londres 2012.

Después de la controversia de la Copa América en la que Marco Fabián fue baja por suspensión. Marco se consolidó meses después y fue parte fundamental de esta selección olímpica después de haber participado en todo el proceso y haber sido el mejor goleador de esta selección, haciendo posible conjunto con sus compañeros los logros obtenidos, en julio de 2012 fue de los primeros de la lista de convocados de Luis Fernando Tena para los Juegos Olímpicos de Londres 2012, siendo Fabián el centrocampista titular de la Selección de fútbol sub-23 de México. En este torneo olímpico solo consiguió 1 tanto pero fue un pilar importante en asistencias para sus compañeros al mostrar un buen juego en el tricolor con su compañero Giovani Dos Santos.

### Partidos en Juegos Olímpicos
| 26 de julio de 2012  | Corea del Sur | Newcastle, Inglaterra | St James' Park     | México 0 - 0 Corea del Sur |
| 29 de julio de 2012  | Gabón         | Coventry, Inglaterra  | Ricoh Arena        | México 2 - 0               |
| 1 de agosto de 2012  | Suiza         | Cardiff, Gales        | Millennium Stadium | México 1 - 0 Suiza         |
| 4 de agosto de 2012  | Senegal       | Londres, Inglaterra   | Wembley Stadium    | México 4 - 2 Senegal       |
| 7 de agosto de 2012  | Japón         | Londres, Inglaterra   | Wembley Stadium    | México 3 - 1 Japón         |
| 11 de agosto de 2012 | Brasil        | Londres, Inglaterra   | Wembley Stadium    | México 2 - 1 Brasil        |

### Selección absoluta
| Club               | País   | PJ | Goles | Periodo         |
| ------------------ | ------ | -- | ----- | --------------- |
| Selección Mexicana | México | 43 | 9     | 2012 - Presente |

El 25 de enero de 2012 hizo su debut con la selección mayor ante Venezuela, jugando los 90 minutos.
Fue parte de los jugadores que disputaron el Hexagonal rumbo al Mundial de Brasil 2014.
El 8 de mayo de 2014, Marco Fabián fue incluido por el entrenador Miguel Herrera en la lista final de 23 jugadores que representarán a México en la Copa Mundial de Fútbol de 2014.
Tras casi 1 año sin convocatoria, el técnico Juan Carlos Osorio, lo convoca para las eliminatorias de la concacaf rumbo a Rusia 2018 contra la Selección de Canadá.
Fue convocado para jugar la Copa Mundial de Fútbol de 2018 disputada en Rusia, que sería su segundo Mundial. Jugó apenas 25 minutos frente a Suecia, y México fue eliminado en los octavos de final.

### Participaciones en selección nacional
| Copa                            | Categoría | Sede           | Resultado        |
| ------------------------------- | --------- | -------------- | ---------------- |
| Juegos Panamericanos de 2011    | Sub-22    | México         | Medalla de oro   |
| Preolímpico de Concacaf de 2012 | Sub-22    | Estados Unidos | Campeón          |
| Esperanzas de Toulon 2012       | Sub-22    | Francia        | Campeón          |
| Juegos Olímpicos de 2012        | Sub-23    | Reino Unido    | Medalla de oro   |
| Copa Oro Concacaf de 2013       | Absoluta  | Estados Unidos | Tercer lugar     |
| Copa Mundial de Fútbol de 2014  | Absoluta  | Brasil         | Octavos de final |
| Copa América 2015               | Absoluta  | Chile          | Primera ronda    |
| Copa Confederaciones 2017       | Absoluta  | Rusia          | Cuarto lugar     |
| Copa Mundial de Fútbol de 2018  | Absoluta  | Rusia          | Octavos de final |

### Goles internacionales
| Goles internacionales | Goles internacionales | Goles internacionales                                   | Goles internacionales | Goles internacionales | Goles internacionales | Goles internacionales               | Goles internacionales | Goles internacionales |
| #                     | Fecha                 | Lugar                                                   | Rival                 | Gol                   | Resultado             | Competición                         |                       |                       |
| Selección Sub-23      | Selección Sub-23      | Selección Sub-23                                        | Selección Sub-23      | Selección Sub-23      | Selección Sub-23      | Selección Sub-23                    | Selección Sub-23      | Selección Sub-23      |
| --------------------- | --------------------- | ------------------------------------------------------- | --------------------- | --------------------- | --------------------- | ----------------------------------- | --------------------- | --------------------- |
| 1                     | 25 de marzo de 2012   | The Home Depot Center, Carson, Estados Unidos           | Trinidad y Tobago     | Anotado               | 7-1                   | Preolímpico de Concacaf de 2012     |                       |                       |
| 2                     | 25 de marzo de 2012   | The Home Depot Center, Carson, Estados Unidos           | Trinidad y Tobago     | Anotado               | 7-1                   | Preolímpico de Concacaf de 2012     |                       |                       |
| 3                     | 25 de marzo de 2012   | The Home Depot Center, Carson, Estados Unidos           | Trinidad y Tobago     | Anotado               | 7-1                   | Preolímpico de Concacaf de 2012     |                       |                       |
| 4                     | 31 de marzo de 2012   | Livestrong Sporting Park, Kansas City, Estados Unidos   | Canadá                | Anotado               | 3-1                   | Preolímpico de Concacaf de 2012     |                       |                       |
| 5                     | 2 de abril de 2012    | ivestrong Sporting Park, Kansas City, Estados Unidos    | Honduras              | Anotado               | 2-1                   | Preolímpico de Concacaf de 2012     |                       |                       |
| 6                     | 24 de mayo de 2012    | Stade De Lattre, Aubagne, Francia                       | Marruecos             | Anotado               | 4-3                   | Torneo Esperanzas de Toulon de 2012 |                       |                       |
| 7                     | 24 de mayo de 2012    | Stade De Lattre, Aubagne, Francia                       | Marruecos             | Anotado               | 4-3                   | Torneo Esperanzas de Toulon de 2012 |                       |                       |
| 8                     | 24 de mayo de 2012    | Stade De Lattre, Aubagne, Francia                       | Marruecos             | Anotado               | 4-3                   | Torneo Esperanzas de Toulon de 2012 |                       |                       |
| 9                     | 26 de mayo de 2012    | Stade du Ray, Niza, Francia                             | Francia               | Anotado               | 1-3                   | Torneo Esperanzas de Toulon de 2012 |                       |                       |
| 10                    | 28 de mayo de 2012    | Le Grand Stade, Le Lavandou, Francia                    | Bielorrusia           | Anotado               | 2-1                   | Torneo Esperanzas de Toulon de 2012 |                       |                       |
| 11                    | 28 de mayo de 2012    | Le Grand Stade, Le Lavandou, Francia                    | Bielorrusia           | Anotado               | 2-1                   | Torneo Esperanzas de Toulon de 2012 |                       |                       |
| 12                    | 30 de mayo de 2012    | Parc des Sports, Aviñón, Francia                        | Países Bajos          | Anotado               | 4-2                   | Torneo Esperanzas de Toulon de 2012 |                       |                       |
| 13                    | 15 de julio de 2012   | Marbella Football Center, Marbella, España              | Reino Unido           | Anotado               | 1-0                   | Amistoso                            |                       |                       |
| 14                    | 21 de julio de 2012   | City Ground, Nottingham, Inglaterra                     | Japón                 | Anotado               | 1-2                   | Amistoso                            |                       |                       |
| 15                    | 7 de agosto de 2012   | Wembley, Londres, Inglaterra                            | Japón                 | Anotado               | 3-1                   | Juegos Olímpicos de Londres 2012    |                       |                       |
| Selección Absoluta    |                       |                                                         |                       |                       |                       |                                     |                       |                       |
| 1.                    | 30 de enero del 2013  | University of Phoenix Stadium, Glendale, Estados Unidos | Dinamarca             | Anotado               | 1-1                   | Amistoso                            |                       |                       |
| 2.                    | 7 de julio del 2013   | Rose Bowl, Pasadena, Estados Unidos                     | Panamá                | Anotado               | 1-2                   | Copa de Oro de la Concacaf 2013     |                       |                       |
| 3.                    | 11 de julio del 2013  | CenturyLink Field, Seattle, Estados Unidos              | Canadá                | Anotado               | 2-0                   | Copa de Oro de la Concacaf 2013     |                       |                       |
| 4.                    | 14 de julio del 2013  | Sports Authority Field, Denver, Estados Unidos          | Martinica             | Anotado               | 3-1                   | Copa de Oro de la Concacaf 2013     |                       |                       |
| 5.                    | 28 de mayo del 2014   | Estadio Azteca, Ciudad de México, México                | Israel                | Anotado               | 3-0                   | Amistoso                            |                       |                       |
| 6.                    | 31 de mayo del 2014   | AT&T Stadium, Arlington, Estados Unidos                 | Ecuador               | Anotado               | 3-1                   | Amistoso                            |                       |                       |
| 7.                    | 8 de octubre del 2016 | Nissan Stadium, Nashville, Estados Unidos               | Nueva Zelanda         | Anotado               | 2-1                   | Amistoso                            |                       |                       |
| 8.                    | 29 de junio del 2017  | Estadio Olímpico de Sochi, Sochi, Rusia                 | Alemania              | Anotado               | 1-4                   | Copa FIFA Confederaciones 2017      |                       |                       |
| 9.                    | 23 de marzo del 2018  | Levi's Stadium, California, Estados Unidos              | Islandia              | Anotado               | 3-0                   | Amistoso                            |                       |                       |

## Estadísticas
| Temporada          | Equipo              | Liga   | Liga     | Liga  | Liga | Liga | Liga |
| Temporada          | Equipo              | Dorsal | Partidos | Goles | TA   | TR   |      |
| ------------------ | ------------------- | ------ | -------- | ----- | ---- | ---- | ---- |
| Apertura 2007      | Guadalajara         | 33     | 1        | 0     | 0    | 0    |      |
| Clausura 2008      | Guadalajara         | 33     | 10       | 1     | 0    | 0    |      |
| Apertura 2008      | Guadalajara         | 8      | 13       | 1     | 3    | 0    |      |
| Clausura 2009      | Guadalajara         | 8      | 13       | 0     | 2    | 0    |      |
| Apertura 2009      | Guadalajara         | 8      | 12       | 0     | 2    | 0    |      |
| Bicentenario 2010  | Guadalajara         | 8      | 11       | 1     | 4    | 0    |      |
| Apertura 2010      | Guadalajara         | 8      | 17       | 6     | 5    | 0    |      |
| Clausura 2011      | Guadalajara         | 8      | 19       | 9     | 2    | 0    |      |
| Apertura 2011      | Guadalajara         | 8      | 18       | 8     | 6    | 0    |      |
| Clausura 2012      | Guadalajara         | 8      | 11       | 1     | 5    | 1    |      |
| Apertura 2012      | Guadalajara         | 10     | 12       | 4     | 5    | 0    |      |
| Clausura 2013      | Guadalajara         | 10     | 10       | 4     | 4    | 0    |      |
| Apertura 2013      | Guadalajara         | 10     | 15       | 3     | 4    | 0    |      |
| Clausura 2014      | Cruz Azul           | 8      | 16       | 7     | 3    | 1    |      |
| Apertura 2014      | Cruz Azul           | 8      | 16       | 1     | 5    | 0    |      |
| Clausura 2015      | Guadalajara         | 33     | 18       | 7     | 2    | 0    |      |
| Apertura 2015      | Guadalajara         | 33     | 10       | 3     | 2    | 1    |      |
| Bundesliga 2015/16 | Eintracht Frankfurt | 10     | 11       | 0     | 2    | 0    |      |
| Bundesliga 2016/17 | Eintracht Frankfurt | 10     | 24       | 7     | 10   | 0    |      |
| Bundesliga 2017/18 | Eintracht Frankfurt | 10     | 7        | 0     | 0    | 0    |      |
| Bundesliga 2018/19 | Eintracht Frankfurt | 38     | 1        | 0     | 0    | 0    |      |
| MLS 2019           | Phidadelphia Union  | 10     | 25       | 8     | 0    | 0    |      |
| Total              |                     | -      | 264      | 71    | 58   | 3    |      |

| Copa Libertadores 2008        | Guadalajara | 4  | 0 | 0 | 1 |
| InterLiga 2009                | Guadalajara | 2  | 0 | 0 | 0 |
| Copa Libertadores 2009        | Guadalajara | 3  | 1 | 1 | 0 |
| SuperLiga Norteamericana 2008 | Guadalajara | 2  | 0 | 0 | 0 |
| Copa Sudamericana 2008        | Guadalajara | 7  | 2 | 1 | 0 |
| Copa Libertadores 2009        | Guadalajara | 4  | 1 | 1 | 0 |
| Copa Libertadores 2010        | Guadalajara | 7  | 1 | 3 | 0 |
| Copa Libertadores 2012        | Guadalajara | 2  | 0 | 1 | 0 |
| Total                         |             | 31 | 5 | 7 | 1 |

Actualizado el 24 de enero de 2016

### Tripletes
| Tripletes | Tripletes  | Tripletes                                     | Tripletes                  | Tripletes         | Tripletes       | Tripletes | Tripletes                           |
| #         | Fecha      | Lugar                                         | Equipo                     | Rival             | Goles           | Resultado | Competición                         |
| --------- | ---------- | --------------------------------------------- | -------------------------- | ----------------- | --------------- | --------- | ----------------------------------- |
| 1         | 15/10/2011 | Estadio Jalisco, Guadalajara                  | Club Deportivo Guadalajara | Tecos F. C.       | Gol · Gol · Gol | 5 - 2     | Primera División de México          |
| 2         | 23/03/2012 | The Home Depot Center, Carson, Estados Unidos | México                     | Trinidad y Tobago | Gol · Gol · Gol | 7 - 1     | Preolímpico de Concacaf de 2012     |
| 3         | 24/05/2012 | Stade de Lattre, Aubagne, Francia             | México                     | Marruecos         | Gol · Gol · Gol | 4 - 3     | Torneo Esperanzas de Toulon de 2012 |
| 4         | 17/05/2015 | Estadio Jalisco, Guadalajara                  | Club Deportivo Guadalajara | Atlas             | Gol · Gol · Gol | 4 - 1     | Primera División de México          |

## Palmarés

### Campeonatos locales
| Título           | Club                | País           | Año  |
| ---------------- | ------------------- | -------------- | ---- |
| InterLiga        | Guadalajara         | Estados Unidos | 2009 |
| Copa MX          | Guadalajara         | México         | 2015 |
| Copa de Alemania | Eintracht Frankfurt | Alemania       | 2018 |

### Campeonatos internacionales
| Título                      | Club               | Sede           | Año  |
| --------------------------- | ------------------ | -------------- | ---- |
| Juegos Panamericanos        | Selección Mexicana | Guadalajara    | 2011 |
| Preolímpico de Concacaf     | Selección Mexicana | Estados Unidos | 2012 |
| Torneo Esperanzas de Toulon | Selección Mexicana | Francia        | 2012 |
| Juegos Olímpicos            | Selección Mexicana | Londres        | 2012 |
| Liga de Campeones           | Cruz Azul          | México         | 2014 |

### Distinciones individuales
| Distinción                                     | Año  |
| ---------------------------------------------- | ---- |
| Mejor Gol de la Copa FIFA Confederaciones 2017 | 2017 |